# Clistoronia formosa
Clistoronia formosa är en nattsländeart som först beskrevs av Banks 1900.  Clistoronia formosa ingår i släktet Clistoronia och familjen husmasknattsländor. Inga underarter finns listade i Catalogue of Life.